# NSS-5
O NSS-5 (antigamente ele era denominado de Intelsat 803 e NSS-803) foi um satélite de comunicação geoestacionário de propriedade da SES World Skies, divisão da SES. Ele foi construído pela Lockheed Martin e estava localizado na posição orbital de 50,5 graus de longitude leste. O satélite foi baseado na plataforma AS-7000 e sua expectativa de vida útil era de 14 anos.

## História
O NSS-5 inicialmente pertenceu a Intelsat, sob o nome Intelsat 803, mas que foi vendido para a empresa holandesa New Satellite Skies (atual SES World Skies) que o renomeou primeiramente para NSS-803, e depois para NSS-5.

## Lançamento
O satélite foi lançado com sucesso ao espaço no dia 23 de setembro de 1997, ás 23:58 UTC, por meio de um veículo Ariane-42L H10-3 a partir do Centro Espacial de Kourou, na Guiana Francesa. Ele tinha uma massa de lançamento de 3412 kg.

## Capacidade
O NSS-5 estava equipado com 38 transponders em banda C e 6 em banda Ku para prestar serviços para a região do Oceano Pacífico (capacidade partilhada com a Intelsat). Espaço reservado para o satélite Turksat 4B.